# Avenue Stéphane-Mallarmé
L'avenue Stéphane-Mallarmé est une voie du 17e arrondissement de Paris, en France.

## Situation et accès
L'avenue Stéphane-Mallarmé est une voie située dans le 17e arrondissement de Paris. Elle débute au 191, rue de Courcelles et se termine au 2, place de la Porte-de-Champerret et 4, place Stuart-Merrill.
Elle donne accès au square Sainte-Odile et à l'église Sainte-Odile.
Le quartier est desservi par la ligne 3 à la station Porte de Champerret.

## Origine du nom

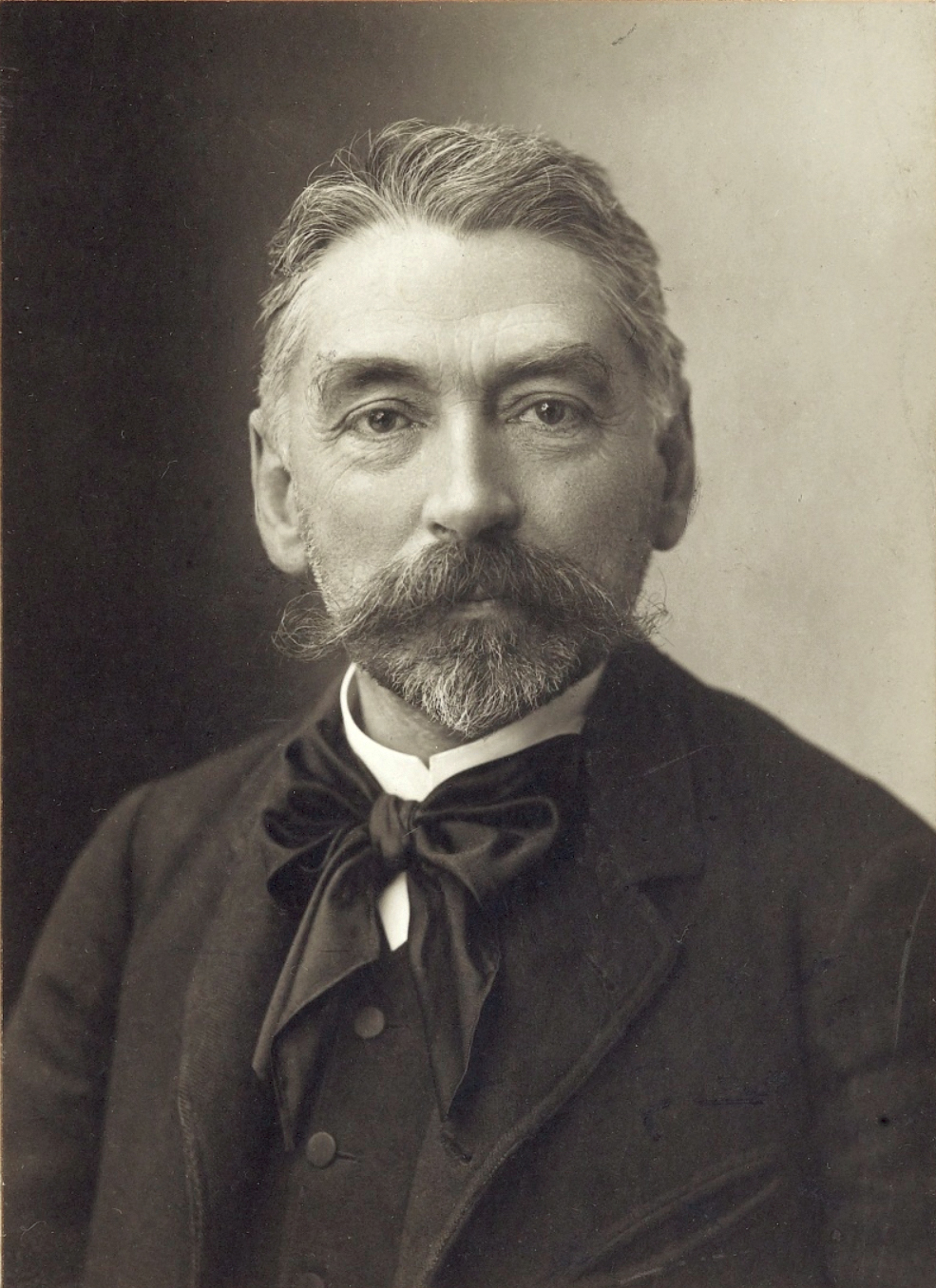
Stéphane Mallarmé par Nadar.

Elle porte le nom de poète français Stéphane Mallarmé (1842-1898).

## Historique
C'est un tronçon de la route départementale no 11, dite de la Révolte, créée vers 1750 sur l'emplacement d'un ancien chemin conduisant à Saint-Denis.
La voie a été ouverte et a pris sa dénomination actuelle en 1926 sur l'emplacement du bastion no 48 de l'enceinte de Thiers.

## Bâtiments remarquables et lieux de mémoire
- No 2 : église Sainte-Odile, de style néo-byzantin, construite en 1935-1946, « l’une des plus importantes réalisations d’art sacré à Paris au XXe siècle »[1].  Le terrain sur lequel s’élève aujourd’hui l’édifice est béni par le cardinal archevêque de Paris le 25 mars 1935. Sainte Odile étant la sainte patronne de l’Alsace, l’église est dans son esprit « un monument de la reconnaissance française à la fidélité de l’Alsace en exil (1871-1918) »[2].

- No 10 : à cette adresse était installé un atelier « réputé pour la qualité de [sa] peinture sur soie »[3].

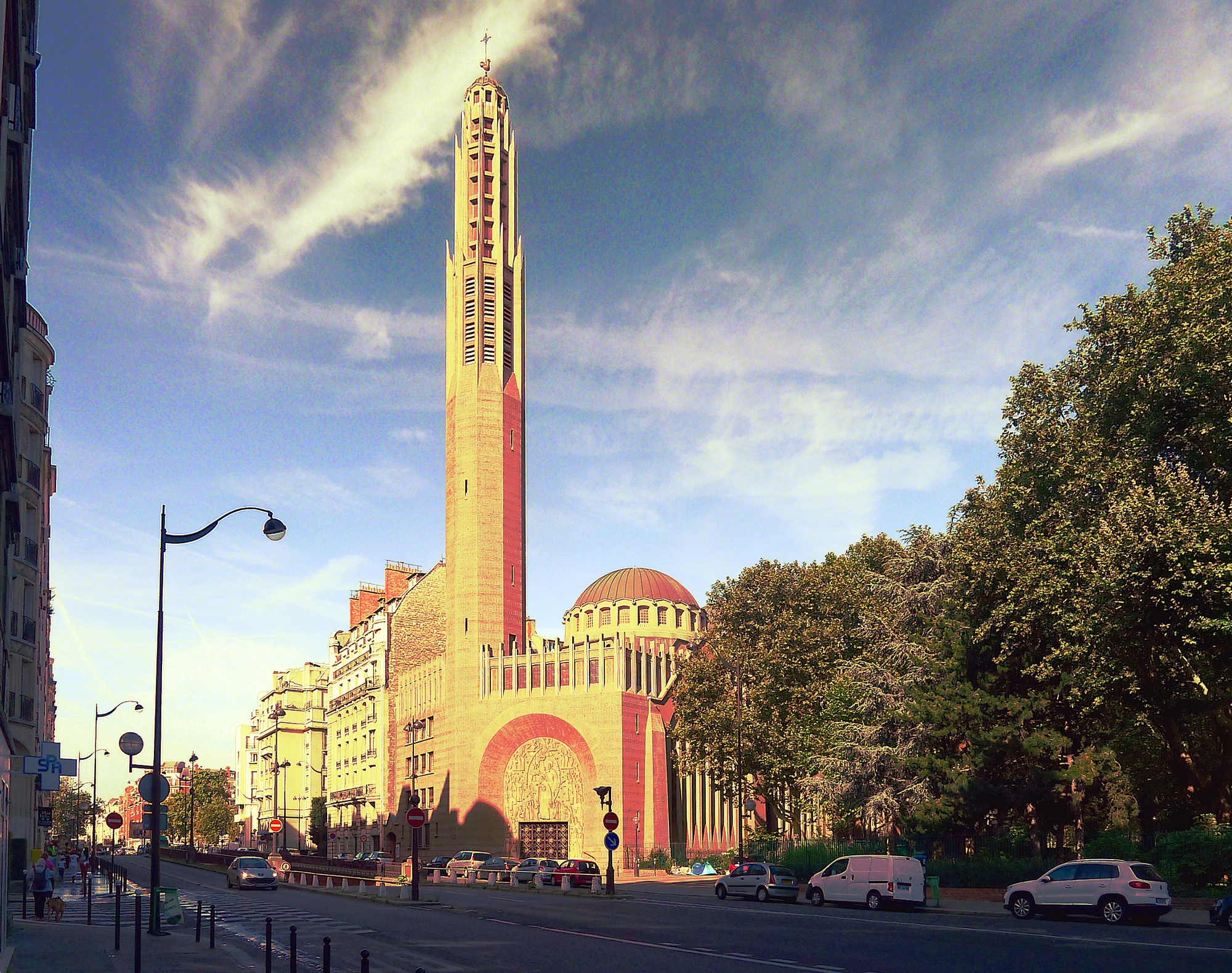
Avenue vue depuis la porte de Courcelles avec l'église Sainte-Odile.
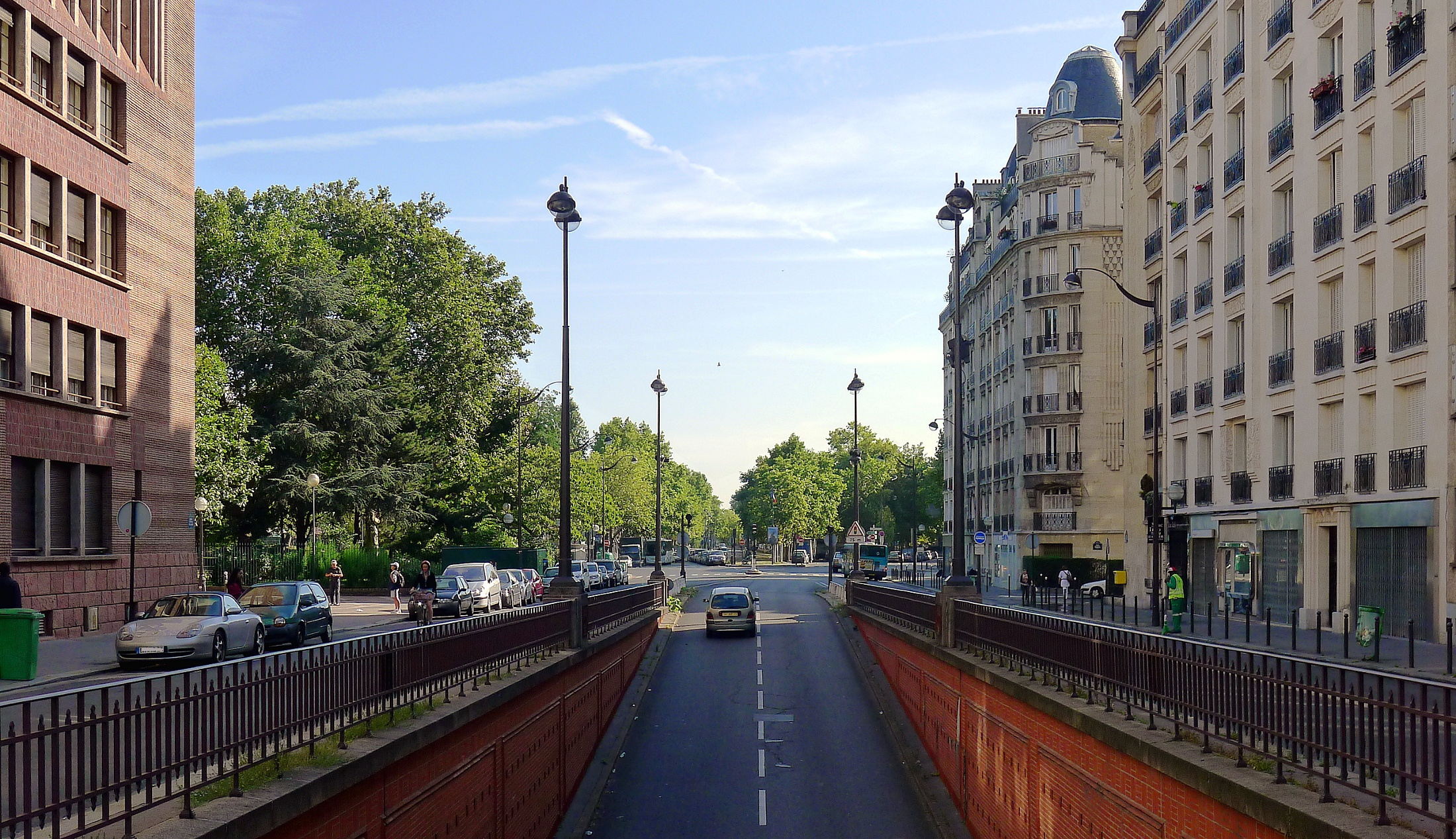
Sortie du souterrain passant sous la porte de Champerret.